# Nezamiyeh
O Nezamiyeh (persa: نظامیه) ou Nizamiyyah (árabe: النظامیة) são um grupo de instituições de ensino superior estabelecidas por Khwaja Nizam al-Mulk no século XI no Irã. O nome nizamiyyah deriva de seu nome. Fundadas no início do Império Seljúcida, estas escolas teológicas islâmicas sunitas são consideradas o modelo das universidades ou escolas islâmicas posteriores.